# Alexandr Klepikov
Alexandr Klepikov –en ruso, Александр Клепиков– (23 de mayo de 1950-26 de febrero de 2021) fue un deportista soviético que compitió en remo.
Participó en los Juegos Olímpicos de Montreal 1976, obteniendo una medalla de oro en la prueba de cuatro con timonel. Ganó dos medallas en el Campeonato Mundial de Remo, oro en 1975 y plata en 1977.

## Palmarés internacional
| Juegos Olímpicos   | Juegos Olímpicos         | Juegos Olímpicos | Juegos Olímpicos   |
| Año                | Lugar                    | Medalla          | Prueba             |
| ------------------ | ------------------------ | ---------------- | ------------------ |
| 1976               | Montreal (Canadá)        | Medalla de oro   | Cuatro con timonel |
| Campeonato Mundial |                          |                  |                    |
| Año                | Lugar                    | Medalla          | Prueba             |
| 1975               | Nottingham (Reino Unido) | Medalla de oro   | Cuatro con timonel |
| 1977               | Ámsterdam (Países Bajos) | Medalla de plata | Ocho con timonel   |